# Liste der Baudenkmale in Altenhagen (Landkreis Mecklenburgische Seenplatte)
In der Liste der Baudenkmale in Altenhagen sind alle denkmalgeschützten Bauten der Gemeinde Altenhagen (Mecklenburg-Vorpommern) und ihrer Ortsteile aufgelistet. Grundlage ist die Veröffentlichung der Denkmalliste des Landkreises Mecklenburgische Seenplatte (Auszug) vom 20. Januar 2017.

## Baudenkmale nach Ortsteilen

### Altenhagen
| ID | Lage                  | Bezeichnung                           | Beschreibung                                               | Bild           |
| -- | --------------------- | ------------------------------------- | ---------------------------------------------------------- | -------------- |
| 1  | Dorfstraße 39 (Karte) | ehem. Schule                          |                                                            |                |
| 2  | Dorfstraße 22         | ehem. Büdnerei (neben der Gaststätte) |                                                            |                |
| 3  | Dorfstraße (Karte)    | Kirche                                | Fachwerkkirche, im 17. Jahrhundert als Notkirche errichtet | Weitere Bilder |

## Quelle
- Karte der Baudenkmale im Geoportal des Landkreises